# Wilhelm Schlössinger
Wilhelm Schlössinger OP (* 22. Oktober 1880 in Bodenbach; † 3. Oktober 1941 in Leitmeritz) war ein deutscher römisch-katholischer Geistlicher, Dominikaner und Märtyrer.

## Leben
Franz Schlössinger wuchs südöstlich von Dresden im Sudetenland auf. Er trat 1897 wohl in Aussig in den Dominikanerorden ein, durchlief das Noviziat in Olmütz und erhielt den Ordensnamen Wilhelm. 1898–1905 studierte er an der Ordensschule in Graz (wo er 1903 zum Priester geweiht wurde) und kehrte (bis 1918) als Lektor nach Olmütz zurück. Dort war er ab 1918 Subprior. Ab 1933 war er Prior in Aussig, von 1939 bis 1941 Prior in Leitmeritz und Direktor des Dritten Ordens der Dominikaner. Daneben bekleidete er zahlreiche weitere Funktionen, unter anderem als Caritas-Direktor und Herausgeber des Zentralorgans der tschechischen Caritas, und schrieb mehrere Bücher, darunter eine Anleitung für Novizenmeister in lateinischer Sprache.
In Leitmeritz wurde er von der Gestapo inhaftiert, grausam behandelt und wegen Krankheit entlassen. Am 3. Oktober 1941 starb er an den Folgen der Misshandlungen.

## Werke
- Leben und Verehrung der sel. Zdislava (geb. 1208, + 1252) vom dritten Orden des hl. Dominikus. Opitz, Warnsdorf 1908.
- Geschichte der böhmischen Dominikanerordensprovinz 1216–1916. Kotrba, Prag 1916.
- In's hl. Land. Vogelsand Verlag, Olmütz 1924.
- Meditationes de sanctis ordinibus pro exercitiis spiritualibus iuxta Pontificale Romanum. Marietti, Turin 1929.

## Gedenken
Die deutsche Römisch-katholische Kirche hat Wilhelm Schlössinger als Märtyrer aus der Zeit des Nationalsozialismus in das deutsche Martyrologium des 20. Jahrhunderts aufgenommen.